# Celeres
Celeres (izg. [ˈkɛɫ̪ɛre:s]) so bili telesni stražarji kraljev Rimskega kraljestva. Po izročilu naj bi jih ustanovil Romul, legendarni ustanovitelj in prvi kralj Rima. Celeres je sestavljalo tristo mož. Po deset jih je izbrala vsaka kurija. Celeres so bili najmočnejši in najhrabrejši možje iz vrst zgodnjega rimskega plemstva in najpogumnejši v rimski armadi.
Za naziv celeres na splošno velja, da izhaja iz besede celeritas, ki pomeni urnost ali okretnost. Valerij Antias na drugi strani trdi, da so se imenovali po svojem prvem  poveljniku, ki se je imenoval Celer, in je morda tisti Celer, ki ga Ovid omenja kot branilca prve trdnjave, zgrajene okoli Palatinskega griča. Celer in ne Romul je bil tisti, ki je ubil Rema, ko je prestopil obzidje.
Za razliko od večine vojakov tistega časa, ki so služili le v času vojne, so bili celeres  stalna vojska, ki je varovala kralja ves čas, tudi v času miru. Na splošno veljajo za konjeniško enoto, saj so kralji potovali in se borili na konju. V kraljevi odsotnosti jim je poveljeval kelerski tribun (tribunus celerum), ki je bil sicer kraljev pribočnik in gospodar kraljevega gospodinjstva. Kelerski tribun je imel podoben položaj kot magister equitum v Rimski republiki. Dionizij iz Halikarnasa trdi, da so se celeres borili na konjih samo na zanje primernem terenu. Če teren za konjenico ni bil primeren, so razjahali in se borili kot pešaki. Drugi rimski kralj Numa Pompilij je določil nekaj verskih obredov, ki so jih morali izvajati poveljniki celeries.
Celeres so ostali kraljeva telesna straža do ustanovitve republike leta 509 pr. n. št.  Zadnji kelerski tribun je bil Lucij Junij Brut, nečak sedmega in zadnjega imskega kralja Lucija Tarkvinija Superba. V kraljevi odsotnosti je med kraljevim obleganjem Ardeje sklical komisijo (comitia curiata), ki je razveljavila kraljev imperij (imperium), se pravi, da ga je odstavila.
V Rimski republiki ni bilo primerljive telesne straže. Rimske magistrate so varovali liktorji, ki jih je tudi ustanovil Romul, generale pa najbolj zvesti vojaki iz njihovih enot. Proti koncu republike so izbrani vojni veterani služili v pretorijanski kohorti, ki je v obdobju cesarstva postala pretorijanska garda.